# Hamburg Challenger 2000
L'Hamburg Challenger 2000 è stato un torneo di tennis facente parte della categoria ATP Challenger Series nell'ambito dell'ATP Challenger Series 2000. Il torneo si è giocato a Amburgo in Germania dal 31 gennaio al 6 febbraio 2000 su campi in sintetico indoor e aveva un montepremi di $25 000.

## Vincitori

### Singolare
Alexander Popp ha battuto in finale  Andy Fahlke 6–3, 6–2.

### Doppio
Tomáš Cibulec /  Leoš Friedl hanno battuto in finale  Mark Gienke /  Florian Jeschonek 4–6, 6–3, 6–2.